# Muriceides kuekenthali
Muriceides kuekenthali is een zachte koraalsoort uit de familie Plexauridae. De koraalsoort komt uit het geslacht Muriceides. Muriceides kuekenthali werd in 1912 voor het eerst wetenschappelijk beschreven door Broch. 